# Betico Croes

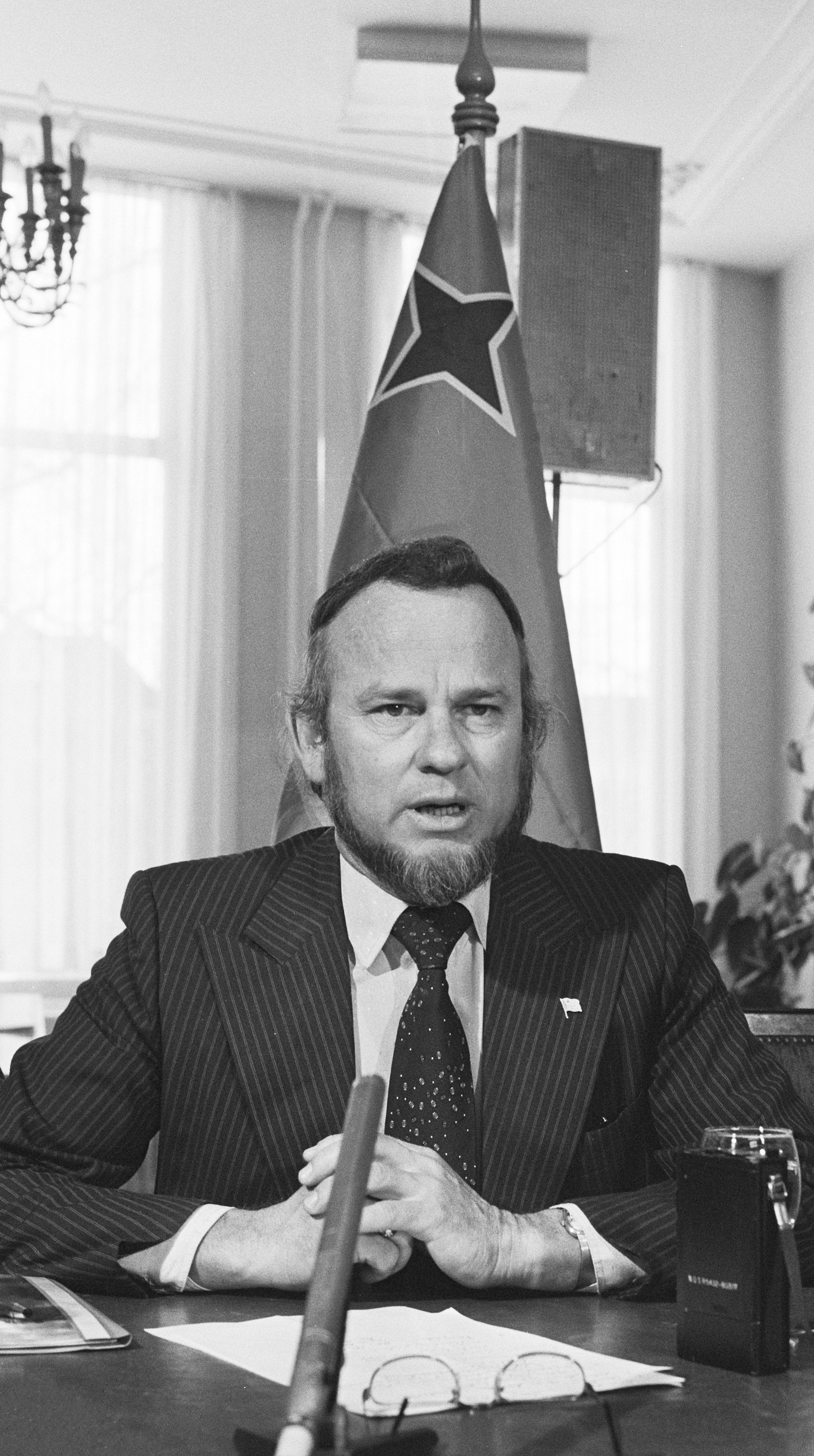
Betico Croes (1982)

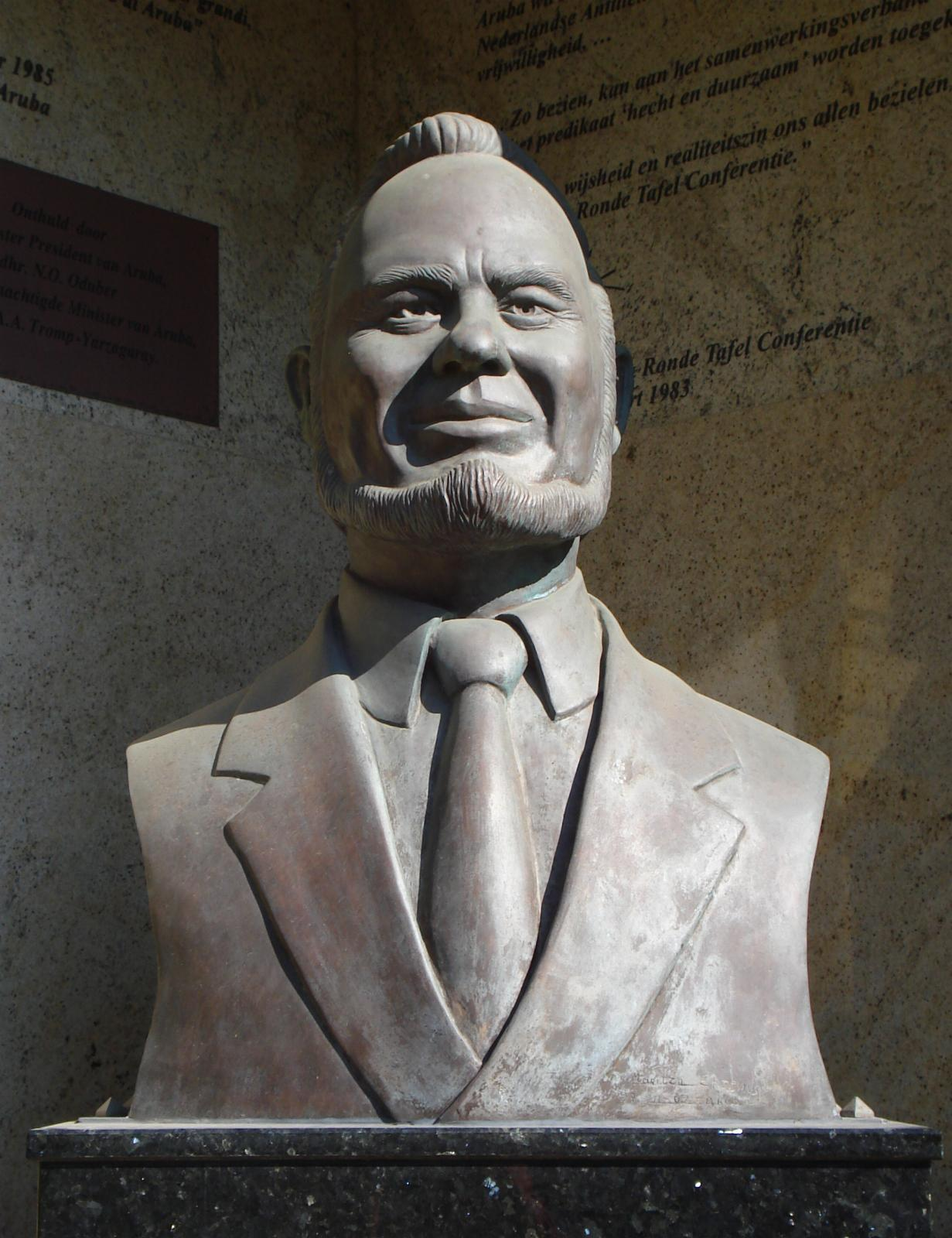
Borstbeeld Betico Croes (2003) van Maritza Erasmus in Den Haag

Gilberto François (Betico) Croes (Santa Cruz (Aruba), 25 januari 1938 – Utrecht, 26 november 1986) was een Arubaans politicus en voorvechter van autonomie (status aparte) voor dit eiland.

## Biografie
Betico Croes werd geboren en getogen in Santa Cruz. Hij was het zesde kind uit het gezin van twaalf kinderen van Francisco Cornelio Croes en Maria Louisa Croes-Lopez. Zijn jongere broers Hendrik Croes en Rudy Croes gingen hem na in de politiek; later volgde ook zijn zoon Glenbert Croes. Hij was oom van de politici Paul Croes en Evelyn Wever-Croes, de zittende premier van Aruba.
Croes ging na zijn voortgezet onderwijs op Aruba naar Nederland om een studie te volgen aan de Pedagogische Academie te Hilversum. Terug op Aruba ging hij les geven aan de Sint Jozef School en het Antonius College te Santa Cruz.
Op 29-jarige leeftijd begon Betico Croes met zijn politieke loopbaan als AVP-kandidaat voor de eilandsraadverkiezingen van 1967. Hij kreeg 1045 persoonlijke stemmen en bleek van de jongeren die aan de verkiezingen deelnamen de grootste stemmentrekker te zijn. Hij diende van 1967 tot 1970 als raadslid en gedeputeerde van onderwijs. Het besluit van de AVP-partijraad in 1970 om de UNA geen statenzetel meer te geven leidde tot een scheuring in de partij. In 1971 richtte Betico Croes met enkele ex-AVP politici de Movimiento Electoral di Pueblo (MEP) op. Sinds de oprichting tot aan zijn overlijden is hij voorzitter en partijleider van de MEP geweest. Gedurende deze periode was hij bij verkiezingen ook de lijsttrekker van de partij. Bij de eilandsraadverkiezingen in 1971 behaalde hij 3389 stemmen en bij de eilandsraadverkiezingen in 1983 zette hij met 10.056 persoonlijke stemmen een persoonlijk en Arubaans record neer. De MEP ijverde voor een aparte status voor Aruba binnen het Koninkrijk der Nederlanden, los van de Nederlandse Antillen. Op 25 maart 1977 werd op zijn initiatief een referendum gehouden (opkomst 70%), waarin de Arubaanse bevolking zich met een meerderheid van 57% uitsprak vóór onafhankelijkheid, los van de Nederlandse Antillen.
Croes nam zitting in diverse Koninkrijkscommissies. Na eerder in de commissie ter voorbereiding van de onafhankelijkheid van Suriname te hebben gezeten, maakte hij vanaf 1978 deel uit van de Koninkrijkscommissie die als doel had de Status aparte van Aruba voor te bereiden en samenwerking tot stand te brengen tussen Aruba en de overige eilanden van de Nederlandse Antillen. Hij was tevens leider van diverse Arubaanse delegaties die naar Nederland kwamen om te praten over uittreden van Aruba uit het Antilliaans staatsverband. In 1979 werd Croes voorzitter van de Staten van de Nederlandse Antillen, maar legde de functie al per 30 april 1980 neer. Het statenvoorzitterschap had hij steeds als tijdelijk beschouwd, daar hij van mening was dat het niet paste dat hij in de onafhankelijkheidsstrijd om een ministers- of gedeputeerde functie bekleedde.

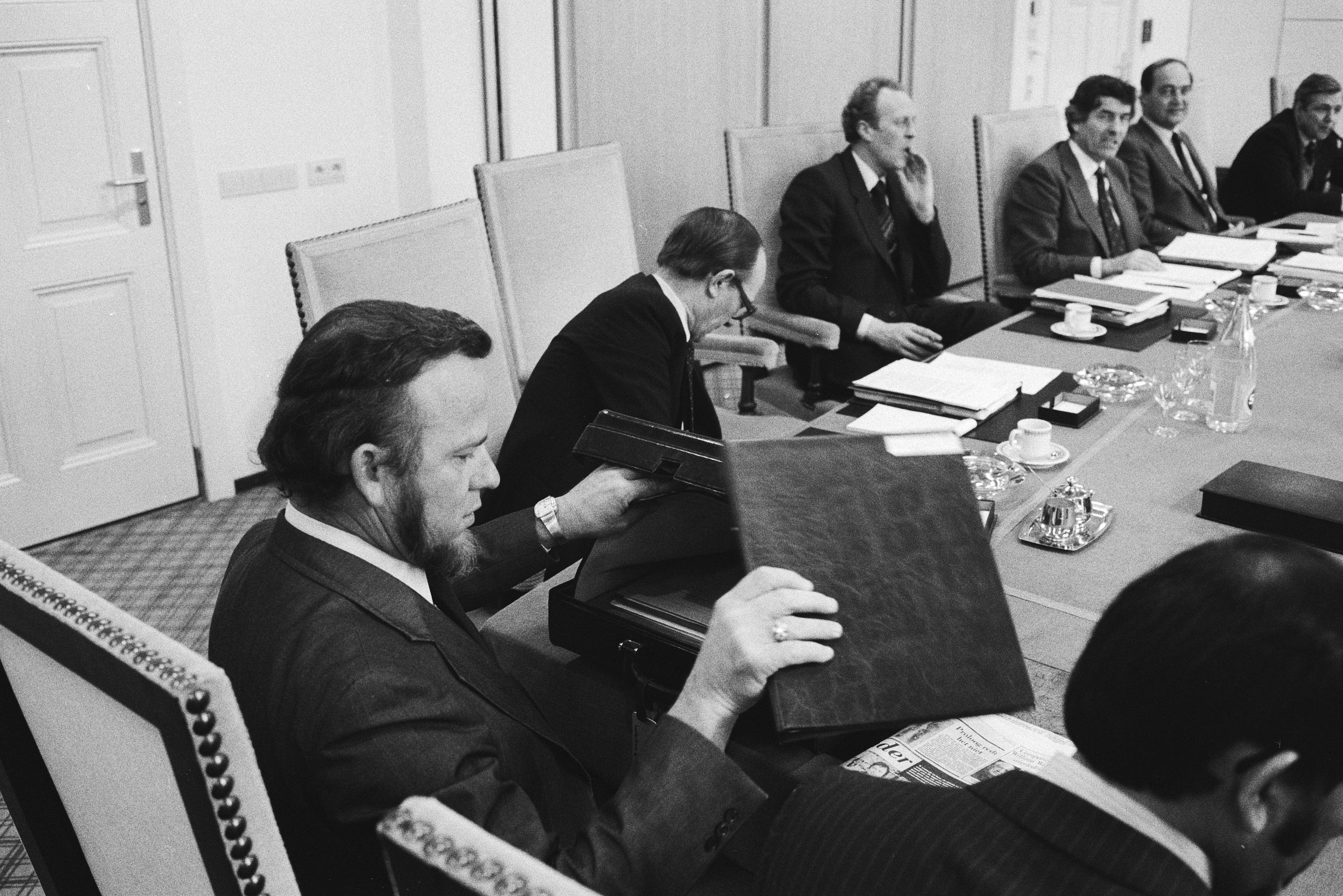
Rondetafelconferentie in Den Haag (1983) met Betico Croes en minister Rietkerk en premier Lubbers

Betico Croes was van 1979 tot 1985 voorzitter van de Raadscommissie Onafhankelijkheid Aruba (RCOA), ingesteld door het Bestuurscollege op verzoek van de eilandsraad. In de RCOA kwamen vertegenwoordigers van politieke partijen, vakbonden, bedrijfsleven en geestelijkheid bijeen om de onafhankelijkheid van Aruba voor te bereiden en te verwezenlijken. Hij leidde uiteindelijk de Arubaanse delegatie gedurende de beslissende "Ronde Tafel Conferenties" in februari 1981 en in maart 1983, waarin hij voor Aruba de gewenste status aparte wist te verkrijgen per 1 januari 1986. Een voorwaarde van Nederlandse zijde was dat Aruba tien jaar later, op 18 maart 1996, volledig onafhankelijk zou worden. Hoewel Croes zelf helemaal geen onafhankelijk Aruba wilde, ging hij toch akkoord, in de hoop de onafhankelijkheid later te kunnen tegenhouden.
Bij een verkiezingsactie op 24 april 1983 schoot een Arubaanse politieagent Betico Croes in de buik.
Bij de verkiezingen van 1985 voor de eerste Staten van Aruba was MEP de grootste partij maar had niet genoeg zetels voor een absolute meerderheid. Door coalitie werd Henny Eman op 1 januari 1986 de eerste premier van Aruba. Op 31 december 1985, één dag voor het ingaan van 'zíjn' status aparte, reed Croes met hoge snelheid tegen een viaduct. Hij belandde hierdoor in een coma, waaruit hij niet meer zou ontwaken. Na 8 maanden in coma verloor Croes zijn statenzetel conform de staatsregeling. Zijn plaats werd opgevuld door Hilario Angela. Bijna drie maanden later stierf hij.
Betico Croes was gehuwd met Glenda Filomena Croes en samen hadden zij twee zoons en twee dochters.

## Trivia

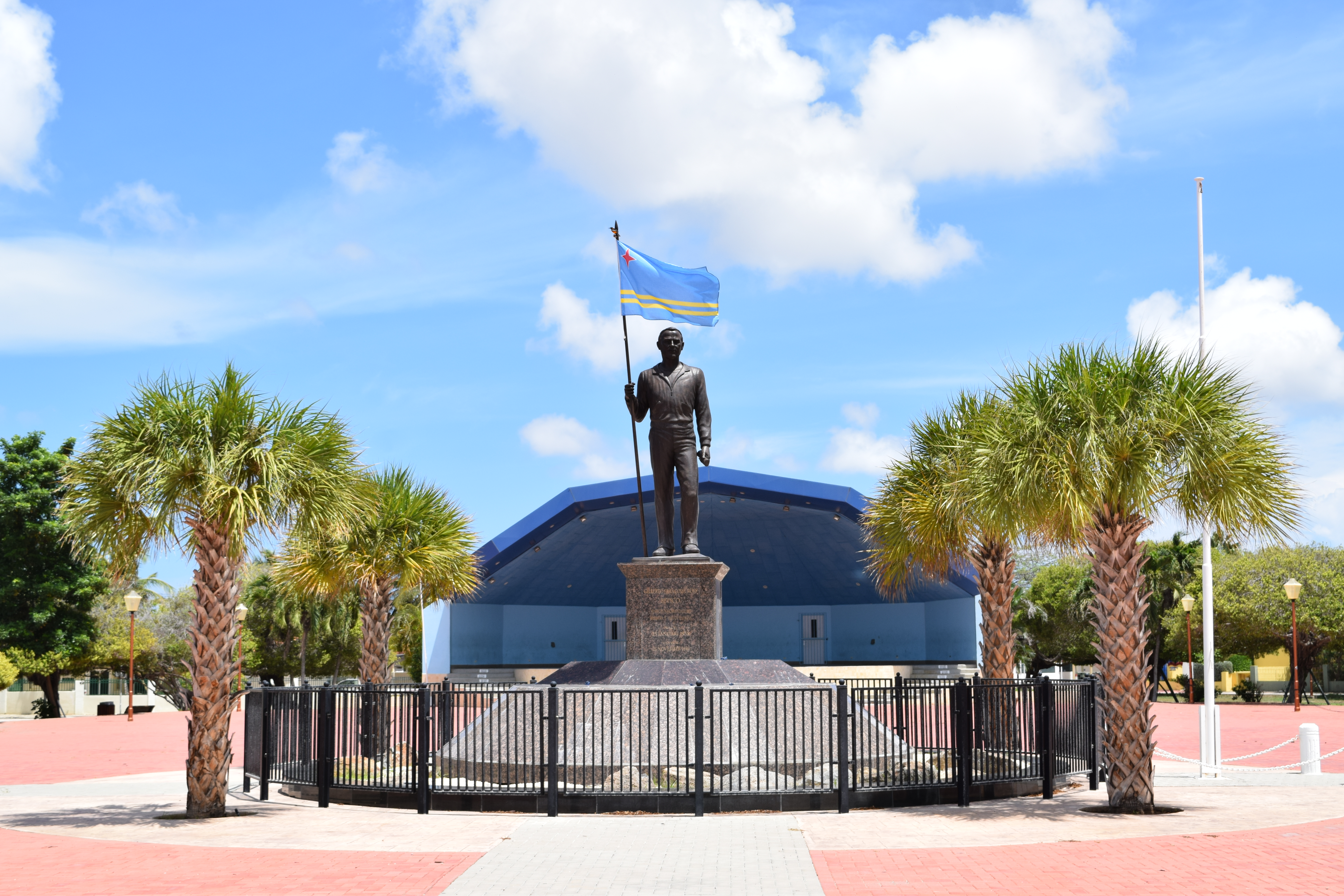
Plaza Betico Croes in Oranjestad, vernoemd naar Betico Croes sedert 1987

- In zijn jonge jaren was Betico Croes actief in de sportvereniging Estrella van Santa Cruz.[9]
- In 1990 werd de hoofdstraat van Oranjestad, lopende vanaf Plasa Daniel Leo tot Santa Cruz, omgedoopt van Nassaustraat naar Caya G.F. (Betico) Croes.[10] Eerder in 1987 had Bonaire de Stadionweg, liggende aan het Stadion Kralendijk, vernoemd naar Betico Croes.[11]
- In april 2011, 25 jaar na zijn overlijden, werd zijn graf opengebroken aangetroffen. Zijn stoffelijke resten werden naar een mortuarium gebracht en een week later, na het nodige herstelwerk, op 23 april herbegraven.
- Croes was de voorvechter voor de Arubaanse vlag en het volkslied "Aruba Dushi Tera", die beide in 1976 werden ingesteld.
- Citaat van Betico Croes: "Si mi cai na caminda, gara e bandera y sigui cu e lucha". (Als ik onderweg bezwijk, grijp dan de vlag en ga door met de strijd)
- Betico Croes was oprichter en leider van de dande-groep Grupo di Betico (voorheen Betico y su grupo), waarin hij de accordeon bespeelde. Grupo di Betico vierde in 2018 haar 50-jarige bestaan.[12]